# 杯麵！
是2022年美國動畫動畫劇集，由唐·霍爾創作，華特迪士尼動畫工作室製作，改編自漫威漫畫超級英雄團隊大英雄天團，由史考特·艾達斯特、瑞恩·波特和瑪雅·魯道夫擔任主要配音員。
該劇定於2022年6月29日在Disney+首播，全集數6集。

## 劇情
該劇講述醫療用機器人杯麵在舊京山（San Fransokyo）周圍尋找需要照顧的人，並擔任他們的醫療夥伴。下文為依照劇集順序的劇情概要：
（1）杯麵在舊京山最先接觸的是濱田正和濱田廣的阿姨凱絲，後者同時是招財貓咖啡廳（Lucky Cat Café）的老闆，總是習慣扛起店裡大小事務的她，不慎扭傷了腳踝，杯麵為了確保凱絲安靜休養，決定代班協助凱絲的店務，但因為不熟悉店裡的工作導致波折不斷。心懷不安的凱絲堅持帶傷工作，但是杯麵認為凱絲負傷執勤只會不利療養而阻止她。凱絲違反告誡行動的結果反讓傷勢更加嚴重，同時擔心自己苦心經營的咖啡廳客源流失。經過杯麵的安慰後，凱絲收到了熟客們錄製的慰問視頻，讓她安心休養直到康復為止，才讓凱絲露出欣慰的笑容和卸下心理重擔。
（2）杯麵發現了一名飽受身體疼痛所苦的退休女士纪子，建議她前往附近的游泳中心，藉由游泳進行水療，但是纪子以自己患有恐水症為由拒絕了杯麵，兩者便在杯麵嘗試幫助纪子、纪子排斥杯麵的狀況僵持不下。後來杯麵逐步引導纪子，將她帶到游泳中心，纪子坦承自己的丈夫生前很喜歡游泳，但是她在丈夫過世後便因為害怕觸景傷情不再造訪此處。最終杯麵提出和纪子共游的請求，纪子欣然同意。
（3）索菲娅是個為了準備登台進行才藝表演而積極準備的少女，但在發現自己初經來潮後煩惱不已，杯麵志願外出幫她買了衛生棉條。她的朋友阿里試圖提供支持，但無濟於事。索菲娅承認她害怕長大和改變，但是杯麵開導她，僅僅因為她的身體正在改變，並不意味著她必須這樣做。最終索菲亞重拾信心，重新跟著阿里參加才藝表演。
（4）姆比塔是個經營魚湯餐車的主廚，以自己繼承家傳的廚藝和魚湯為榮，但在某天意外地發現自己竟然出現對魚過敏的反應。起先他試著迴避試圖幫助他的杯麵，但在杯麵的陪伴下，姆比塔冷靜下來，表達了對於家族傳承的料理失傳與面臨改變的擔憂，杯麵給了姆比塔改變菜單選項所需的信心，後者甚至開始和供應商 Yukio 約會。
（5）杯麵外出巡視期間，遇見了一隻誤吞藍芽耳機、亟欲尋覓藏身處的流浪貓谷內，杯麵為了幫助牠而走遍整個舊京山地區，但在試圖取出谷內誤吞的耳機時，谷內逃竄到一座廢棄的倉庫。盡管杯麵幫助谷內取出了吞進腹裡的耳機，但由於杯麵的電池電量不足，無法連接到充電器。這時候谷內偷走了杯麵的棒棒糖並逕自離去。
（6）濱田廣發現杯麵久出未歸，根據杯麵所在的位置招募了凱絲、纪子、姆比塔和索菲娅，一行人開始尋找杯麵的所在處。這時候纪子找到離開倉庫的谷內，她帶他們前往即將被拆除的倉庫。一行人共同制定了營救杯麵的計劃，最終成功救出受困其中的杯麵，將他帶回去充電，全劇便在杯麵獲得曾經受幫助的人們的感謝中拉下帷幕。

## 配音陣容
- 史考特·艾達斯特（英语：Scott Adsit） 聲演 杯麵（Baymax）：濱田正創造的醫療用機器人，後被濱田廣改造成超級英雄[3]。
- 瑞恩·波特 聲演 濱田廣（Hiro Hamada）：大英雄天團 的隊長。十三歲就唸完高中的天才，專長機械人工學，格鬥程式及武器設計。
- 瑪雅·魯道夫 聲演 凱絲阿姨（Aunt Cass）：濱田正和濱田廣的阿姨，招財貓咖啡廳（Lucky Cat Café）的老闆[3]。
- 艾蜜莉·卡羅達（英语：Emily Kuroda） 聲演 纪子（Kiko）
- 莉馬爾·赫南德茲 聲演 索菲娅（Sofia）
- 澤諾·羅賓森（英语：Zeno Robinson） 聲演 阿里（Ali）
- 賈布克·楊-懷特（英语：Jaboukie Young-White） 聲演 姆比塔（Mbita）[4]

## 集數
| 集數 | 標題         | 導演        | 編劇          | 上線日期      |
| ---- | ------------ | ----------- | ------------- | ------------- |
| 1    | 凯斯 Cass    | 迪恩·威林斯 | 西羅可·鄧拉普 | 2022年6月29日 |
| 2    | 纪子 Kiko    | 迪恩·威林斯 | 西羅可·鄧拉普 | 2022年6月29日 |
| 3    | 索菲娅 Sofia | 麗莎·特萊曼 | 西羅可·鄧拉普 | 2022年6月29日 |
| 4    | 姆比塔 Mbita | 丹·亞伯拉罕 | 西羅可·鄧拉普 | 2022年6月29日 |
| 5    | 谷内 Yachi   | 馬克·甘迺迪 | 西羅可·鄧拉普 | 2022年6月29日 |
| 6    | 大白 Baymax  | 迪恩·威林斯 | 西羅可·鄧拉普 | 2022年6月29日 |

## 製作
2020年12月10日，華特迪士尼動畫工作室首席創意官珍妮佛·李在迪士尼投資者日直播中宣佈，Disney+正在開發基於2014年電影《大英雄天團》的動畫劇集。該劇為首部由華特迪士尼動畫工作室製作的動畫劇集，由《大英雄天團》的導演唐·霍爾創作，並與珍妮佛·李擔任執行製片人。2021年11月12日，在Disney+日當天公佈首個預告片，並宣佈將於2022年夏季在Disney+首播。

## 發行
該劇定於2022年6月29日在Disney+首播。

## 外部連結
- 官方网站
- 互联网电影数据库（IMDb）上《杯麵！》的资料（英文）
- 在Disney+上觀看《杯麵！》